# Ulkuvaara - Ulkupuro
Ulkuvaara - Ulkupuro este o arie protejată (arie specială de conservare — SAC, sit de importanță comunitară — SCI) din Finlanda, întinsă pe o suprafață de 263 ha, integral pe uscat.

## Localizare
Centrul sitului Ulkuvaara - Ulkupuro este situat la coordonatele 65°13′56″N 29°19′28″E / 65.2322°N 29.3244°E.

## Înființare
Situl Ulkuvaara - Ulkupuro a fost declarat sit de importanță comunitară în august 1998 pentru a proteja un număr necunoscut de specii din flora spontană și fauna sălbatică aflate în arealul zonei. Situl a fost protejat și ca arie specială de conservare în aprilie 2015.

## Biodiversitate
Situată în ecoregiunea boreală, aria protejată conține 10 habitate naturale: Lacuri și iazuri distrofice naturale, Cursuri de apă de la nivel de câmpie la nivel montan, cu vegetație Ranunculion fluitantis și Callitricho-Batrachion, Turbării active, Mlaștini turboase de tranziție și turbării mișcătoare, Izvoare fino-scandinave și mlaștini produse de izvoare bogate în minerale, Izvoare petrifiante cu formare de travertin (Cratoneurion), Mlaștini alcaline, Turbării Aapa, Taiga vestică, Mlaștini împădurite.
La baza desemnării sitului se află un număr nedeclarat de specii protejate.
Pe lângă speciile protejate, pe teritoriul sitului au mai fost identificate 7 specii de plante, 3 specii de pești.